# 1031
1031 (MXXXI) fue un año común comenzado en viernes del calendario juliano.

## Acontecimientos
- En España: Fin del Califato de Córdoba. Se forman los Reinos de Taifas.
- En Francia: Enrique I es nombrado rey.
- En Polonia: Finaliza su reinado Miecislao II.

## Nacimientos
- Roger de Hauteville

## Fallecimientos
- 20 de julio - Roberto II el Piadoso, rey francés.
- 2 de septiembre - Emerico, rey húngaro.